# Carl Myerscough
Carl Andrew Myerscough (Hambleton, 21 ottobre 1979) è un ex pesista e discobolo britannico.
Ha un primato personale nel getto del peso di 21,92 m all'aperto e 21,49 m indoor, che sono anche gli attuali record nazionali britannici. Ha avuto una squalifica di due anni per doping.

## Biografia
Soprannominato "The Blackpool Tower", a causa dei suoi 2,09 metri di altezza, in carriera è riuscito a battere tutti i record nazionali britannici, nella disciplina del getto del peso togliendoli a Geoff Capes.
Nel 1999 è stato trovato positivo in un test antidoping agli steroidi anabolizzanti ed ha subito una squalifica di due anni dalle competizioni dal 12 febbraio 2000 all'11 febbraio 2002 e la squalifica a vita dai Giochi olimpici.
Il divieto Olimpico fu successivamente annullato dalla Corte dell'arbitrato per lo Sport e poté così partecipare ai Giochi olimpici di Londra 2012 concludendo al ventinovesimo posto nelle qualificazioni del getto del peso.
È sposato con la martellista statunitense Melissa Price a sua volta colpita da una squalifica di due anni per doping perché trovata positiva al tetraidrogestrinone.

## Palmarès
| Anno | Manifestazione    | Sede       | Evento           | Risultato | Misura  | Note |
| ---- | ----------------- | ---------- | ---------------- | --------- | ------- | ---- |
| 1997 | Europei juniores  | Lubiana    | Lancio del disco | 6º        | 51,60 m |      |
| 1998 | Mondiali juniores | Annecy     | Getto del peso   | Bronzo    | 18,12 m |      |
| 1998 | Mondiali juniores | Annecy     | Lancio del disco | 6º        | 55,75 m |      |
| 1999 | Europei under 23  | Göteborg   | Getto del peso   | 8º        | 18,09 m |      |
| 2002 | Commonwealth      | Manchester | Getto del peso   | Bronzo    | 19,91 m |      |
| 2003 | Mondiali          | Parigi     | Getto del peso   | 18º       | 19,51 m |      |
| 2004 | Mondiali indoor   | Budapest   | Getto del peso   | 7º        | 20,47 m |      |
| 2005 | Mondiali          | Helsinki   | Getto del peso   | 12º       | 19,67 m |      |
| 2006 | Commonwealth      | Melbourne  | Getto del peso   | 4º        | 19,07 m |      |
| 2006 | Commonwealth      | Melbourne  | Lancio del disco | 5º        | 60,64 m |      |
| 2008 | Mondiali indoor   | Valencia   | Getto del peso   | 12º       | 19,86 m |      |
| 2009 | Europei indoor    | Torino     | Getto del peso   | 18º       | 18,65 m |      |
| 2009 | Mondiali          | Berlino    | Getto del peso   | 9º        | 18,42 m |      |
| 2010 | Mondiali indoor   | Doha       | Getto del peso   | 8º        | 18,66 m |      |
| 2010 | Europei           | Barcellona | Getto del peso   | 11º       | 18,19 m |      |
| 2010 | Commonwealth      | Delhi      | Getto del peso   | 4º        | 19,74 m |      |
| 2010 | Commonwealth      | Delhi      | Lancio del disco | Bronzo    | 60,64 m |      |
| 2011 | Mondiali          | Taegu      | Lancio del disco | 28º (q)   | 60,29 m |      |
| 2012 | Europei           | Helsinki   | Getto del peso   | 14º       | 19,30 m |      |
| 2012 | Olimpiadi         | Londra     | Getto del peso   | 29º       | 18,95 m |      |
| 2014 | Commonwealth      | Glasgow    | Lancio del disco | 7º        | 59,88 m |      |

## Campionati nazionali
- 11 volte campione nazionale nel getto del peso (1999, 2003/2012)
- 2 volte nel lancio del disco (2005/2006)

1998
- Argento ai Campionati nazionali britannici, getto del peso - 18,31 m

1999
- Oro ai Campionati nazionali britannici, getto del peso - 18,97 m

2003
- Oro ai Campionati nazionali britannici, getto del peso - 21,55 m

2004
- Oro ai Campionati nazionali britannici, getto del peso - 20,84 m
- Argento ai Campionati nazionali britannici, lancio del disco - 61,54 m

2005
- Oro ai Campionati nazionali britannici, getto del peso - 20,27 m
- Oro ai Campionati nazionali britannici, lancio del disco - 58,48 m

2006
- Oro ai Campionati nazionali britannici, getto del peso - 20,00 m
- Oro ai Campionati nazionali britannici, lancio del disco - 61,04 m

2007
- Oro ai Campionati nazionali britannici, getto del peso - 19,39 m

2008
- Oro ai Campionati nazionali britannici, getto del peso - 20,15 m

2009
- Oro ai Campionati nazionali britannici, getto del peso - 19,87 m

2010
- Oro ai Campionati nazionali britannici, getto del peso - 19,77 m
- Argento ai Campionati nazionali britannici, lancio del disco - 59,06 m

2011
- Oro ai Campionati nazionali britannici, getto del peso - 18,57 m
- Argento ai Campionati nazionali britannici, lancio del disco - 61,63 m

2012
- Oro ai Campionati nazionali britannici, getto del peso - 19,42 m
- 5º ai Campionati nazionali britannici, lancio del disco - 59,37 m

## Altre competizioni internazionali
2002
- 6º in Coppa Europa ( Annecy), getto del peso - 19,41 m

2003
- Argento in Coppa Europa ( Firenze), getto del peso - 20,72 m
- 7º in Coppa Europa ( Firenze), lancio del disco - 57,65 m

2004
- Oro in Coppa Europa ( Bydgoszcz), getto del peso - 20,85 m

2005
- 5º in Coppa Europa ( Firenze), getto del peso - 20,05 m

2006
- 4º in Coppa Europa ( Malaga), getto del peso - 20,23 m
- 5º in Coppa Europa ( Malaga), lancio del disco - 61,11 m

2007
- Argento in Coppa Europa ( Monaco), getto del peso - 19,96 m

2008
- Coppa Europa di atletica leggera ( Annecy)
- 6º in Coppa Europa ( Annecy), getto del peso - 19,27 m

2009
- 6º in Coppa Europa ( Leiria), getto del peso - 19,54 m

2010
- 5º in Coppa Europa ( Bergen), getto del peso - 19,91 m

2012
- 7º al UC San Diego Triton Invitational ( Chula Vista), lancio del disco - 62,65 m